# Samuel Velebný
Samuel Velebný (9. listopadu 1918, Pukanec – 11. října 1991, Košice) byl evangelický kněz, pronásledovaný komunistickým režimem. V roce 1962 byl odsouzen a následně i uvězněn na 21 měsíců ve Valdicích.

## Životopis
Samuel Velebný pocházel z rodiny místního kloboučníka jako nejmladší ze tří dětí. Nejprve navštěvoval měšťanskou školu v rodišti, později studoval na evangelickém gymnáziu v Prešově (do roku 1939). Citlivé vnímání života ho přivedlo k rozhodnutí zasvětit svůj život službě lidem, kteří zápasili s těžkými, nejednou existenčními problémy. Proto si po střední škole zvolil studium evangelické teologie v Bratislavě, kde působil do roku 1943.
Po ukončení školy se nakrátko stal evangelickým kaplanem v Brezně a do roku 1947 působil jako kaplan při seniorovi Bakossovi. Zde ho zastihlo Slovenské národní povstání a s ním spojené smutné osudy mnoha rodin, kterým se snažil pomoci různým způsobem. Riskantní bylo zejména křtění Židů, aby se zachránili před transportem do koncentračního tábora. Jako farář pomáhal uvězněným v té době, ale i lidem v době povstání, aby mohli přežít. Vedle toho se věnoval mládeži, kterou si získával svou srdečností a otevřeností. V listopadu 1947 byl ustanoven farářem do gemerské obce Sirk. Zde získal první negativní zkušenosti se Státní bezpečností, která ho zajistila, protože v kázání vyjádřil vděčnost za osvobození obce Bohu a ne sovětské armádě. 14. ledna 1949 ho zajistily orgány VB, držely ve vazbě v Revúci, ale na soudu v Rimavské Sobotě byl 29. ledna zproštěn obžaloby a propuštěn na svobodu. V květnu 1949 ho ale odvedli do tábora nucené práce v Novákách. Tato záležitost souvisí se zajištěním orgány VB v lednu 1949; na službách Božích poděkoval Pánu Bohu za dar svobody a nepoděkoval se za osvobození Sovětské armádě.
Tato okolnost byla důvodem pro odchod ze Sirku v roce 1949 do další gemerské obce Vlachovo, kde byl řádně zvoleným farářem od 3. listopadu 1949. Ve Vlachově pocítil omezující působení státních orgánů vůči církvi, protože nastalo období intenzivního prosazování ateistické ideologie vládnoucí komunistické strany (KSČ), jejímž cílem bylo vychovat pokrokově smýšlejícího člověka, nezatíženého minulostí. Problémy s ideologickým režimem se ještě více stupňovaly vzhledem ke vzniku skupiny KVAP. Skupinu KVAP tvořili čtyři faráři z Gemera, a to Bedřich Kasanický z Dobšiné, Samuel Velebný z Vlachova, Jan Antal z Betliara a Jan Paulův z Gemerské Polomy. Tito faráři se nejprve setkávali v kruhu svých rodin, ale postupně se jejich setkání změnila i na místa teologického a duchovního růstu. Po dohodě se rozhodli vypracovat společný soubor kázání. Časem však VB jejich setkání vyhodnotila jako protistátní. Členové skupiny KVAP byli obviňováni z různých činů, které měly ohrozit socialistický režim.
Nakonec byli tito čtyři faráři obžalováni a zatčeni. Jelikož se během výslechu pod nátlakem přiznali, začaly proti nim soudní spory v Košicích, které trvaly od 16. do 18. května 1962. Samuel Velebný byl odsouzen na 20 měsíců odnětí svobody nepodmíněně. Jemu a Janu Antalovi soud zároveň udělil zákaz vykonávat povolání duchovního a jakékoli náboženské funkce na dobu 2 let. U všech obžalovaných propadly ve prospěch státu všechny do úschovy vzaté písemnosti při vyšetřování, kázání, knihy a pod. Později v případě Samuela Velebného, Josefa Bedřicha Kasanického a Jana Antala zasedal Nejvyšší soud v Praze na základě odvolání krajského státního zástupce. Jmenovaní dostali přísnější a definitivní tresty. Samuel Velebný dostal tři roky odnětí svobody. Délka zákazu vykonávat farářskou činnost zůstala nezměněna. Odsouzení se ocitli ve známé věznici ve Valdicích, kde komunistický režim do roku 1963 koncentroval politické vězně odsouzené na principu náboženské diskriminace. Samuel Velebný při broušení českého křišťálu a jiných pracích přežil 21 měsíců až do propuštění. Relativně nízká sazba trestů ve spojení s praxí odpuštění poloviny trestů v případě dobrého chování vězně napomohly k tomu, že obviněné propustili dříve. U Samuela Velebného to bylo 17. září 1963. Podmíněné propuštění z vězení znamenalo, že Samuel Velebný tři roky nesměl vykonávat povolání. Když k tomu připočteme dva roky zákazu činnosti, které potvrdil i Nejvyšší soud v Praze, bylo to pět let.
Po návratu z vězení byl Samuel Velebný zaměstnán jako stavební dělník v podniku Stavoindustria, který budoval provoz chemického závodu v nedaleké Hnúšti. "Přiměřeně rozsudku" se opět zapojil i do práce v církevním sboru Klenovec, což mohlo být chápáno jako nedodržení podmínky. Účinkoval totiž jako kantor na službách Božích uprostřed týdne, nazývaných i večerní. Koncem prosince 1966 dostal Samuel Velebný státní souhlas k výkonu farářského povolání a GBU mu nabídl místo ve Vyšné Kamenici s nástupem od ledna 1967. I nadále po propuštění za ním občas přicházel agent StB. Soudní procesy s faráři se už však nekonaly. V květnu 1968 požádal Nejvyšší soud v Praze o rehabilitaci. Když se jí nedočkal, psal žádost na Krajský soud v Košicích. I ten ji však zamítl. Svou aktivní službu ukončil Samuel Velebný poslední listopadovou neděli roku 1987 a rozloučil se s Vyšnou Kamenicí po 21 letech působení. Poslední roky života strávil s rodinou v Košicích. V roce 1990 dostal oficiální poděkování z rukou evangelického biskupa Uhorskaia za to, že statečně trpěl pro Pána Boha a jeho církev. Samuel Velebný zemřel 11. října 1991, necelý měsíc před dovršením 73. roku života.